# Пам'ятний знак Веприцькій обороні
Пам'ятний знак на честь 275-річчя оборони Веприка — встановлений у західній частині фортечних укріплень у селі Веприку Гадяцького району.
Встановлений згідно з постановою бюро Гадяцького районного комітету компартії України та Гадяцького райвиконкому від 20 квітня 1983 року за кошти місцевого колгоспу «Заповіт Ілліча» та Українського товариства охорони пам'яток історії і культури в рамках відзначення 275-річчя оборони сотенного містечка Веприк від шведських військ.
Встановлений в центрі села неподалік від Веприцької загальноосвітньої школи І — III ступенів на залишках фортечного валу, справа від центральної вулиці.
Пам'ятник — гранітний моноліт неправильної форми встановлений на бетонному, прямокутному постаменті. На передній площині гранітної брили закріплена чавунна дошка із написом: «Славним предкам від вдячних потомків на честь 275-річчя оборони с. Веприк від шведських загарбників.». Дошка відлита на Полтавському турбомеханічному заводі.
Облога Веприка — один із епізодів Північної війни 1700—1721 рр. відбулася 24 грудня (4 січня) — 7(18) січня 1709 р. за кілька місяців до Полтавської битви і стала одним із значних ідеологічних епізодів в майбутній історіографії Північної війни, та оспівуванні вірності українського народу союзу з Росією та неприйняття ним «зрадника» гетьмана Івана Мазепи.